# Claudia Middendorf

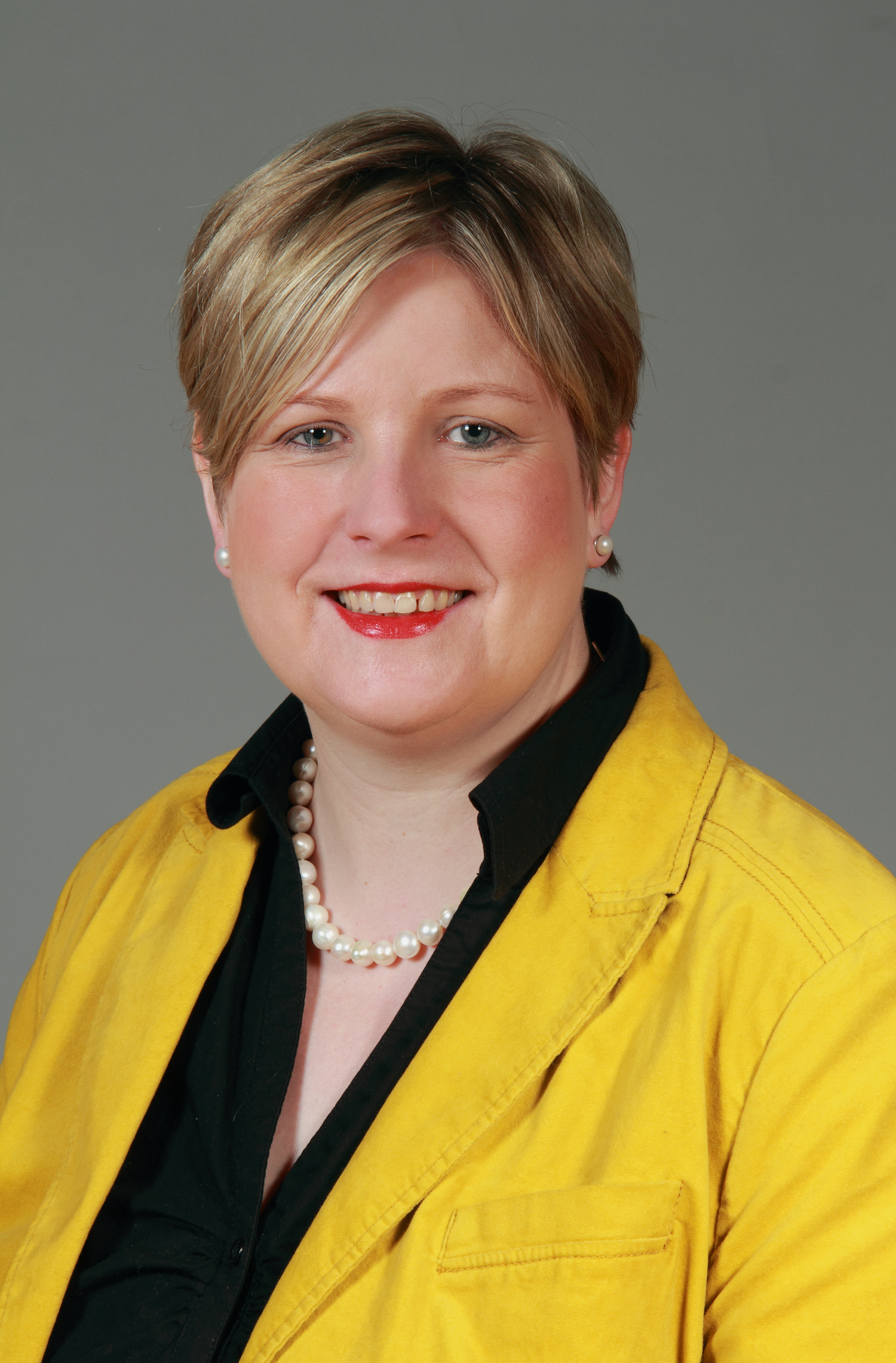
Claudia Middendorf (2013)

Claudia Middendorf  (* 7. Februar 1969 in Dortmund) ist eine deutsche Sozialpädagogin und Politikerin (CDU). Sie war Abgeordnete im Landtag von Nordrhein-Westfalen von 2009 bis 2010 und von 2012 bis 2017. Seit Oktober 2017 ist sie die Beauftragte der Landesregierung für Menschen mit Behinderung sowie für Patientinnen und Patienten in Nordrhein-Westfalen.

## Leben
Claudia Middendorf wurde am 7. Februar 1969 in Dortmund geboren und ist verheiratet. Ihr Ehemann ist ebenfalls politisch aktiv und sitzt in der Bezirksvertretung Dortmund-Hörde. Bereits in den 1980er-Jahren engagierte sie sich als Jugendleiterin in der DPSG und überlegte, Nonne zu werden. Im Jahr 1988 schloss sie eine Ausbildung zur Erzieherin ab. Nach dem Fachabitur studierte sie dann Sozialpädagogik an der katholischen Fachhochschule Paderborn. Im Jahr 1995 erhielt sie ihren Abschluss als Diplom-Sozialpädagogin (FH) und war beim Caritasverband in Hagen tätig.

## Politik
Claudia Middendorf wurde durch ihren jahrzehntelang kommunalpolitisch aktiven Vater politisch geprägt. Sie gehört der CDU seit 1988 an. Sie ist Ehrenvorsitzende der Ortsunion Hörde und Beisitzerin des Stadtbezirkes Dortmund-Hörde. Von 1994 bis 1999 war sie sachkundige Bürgerin im Rat der Stadt Dortmund, von 1999 bis 2012 Mitglied des Rates.
Für den Abgeordneten Rudolf Henke rückte sie 2009 in den Landtag von Nordrhein-Westfalen nach, dem sie bis zur Landtagswahl 2010 angehörte. Bei der Landtagswahl in Nordrhein-Westfalen 2012 errang sie erneut ein Mandat. Sie war Sprecherin der CDU-Landtagsfraktion im Petitionsausschuss und ordentliches Mitglied im Ausschuss für Arbeit, Gesundheit und Soziales und in der Enquetekommission III (EKIII) „Bewertung der Tragfähigkeit der öffentlichen Haushalte in Nordrhein-Westfalen“. Außerdem war sie stellvertretendes Mitglied im Ausschuss für Schule und Weiterbildung sowie im Ausschuss für Kommunalpolitik. Mit der Landtagswahl im Jahr 2017 ist Middendorf aus dem Landtag ausgeschieden. 
Seit 1994 ist Claudia Middendorf Mitglied der Christlich-Demokratischen Arbeitnehmerschaft (CDA), dem Arbeitnehmer- und Sozialflügel der CDU. Dem Landesvorstand der CDA NRW gehört sie seit 1998 und ist aktuell erste stellvertretende Vorsitzende. Seit 2001 ist sie Kreisvorsitzende der CDA Dortmund.
Claudia Middendorf ist Mitglied der Dortmunder Tafel, der Lebenshilfe Dortmund, Vorsitzende des SkF Dortmund-Hörde, Kuratoriumsmitglied der AIDShilfe Dortmund, Mitglied im Caritasdiözesanrat Paderborn, Mitglied im Diözesanvorstand des SkF und Vorstandsmitglied der katholischen Landesarbeitsgemeinschaft Kinder- und Jugendschutz NRW.